# Rigveda

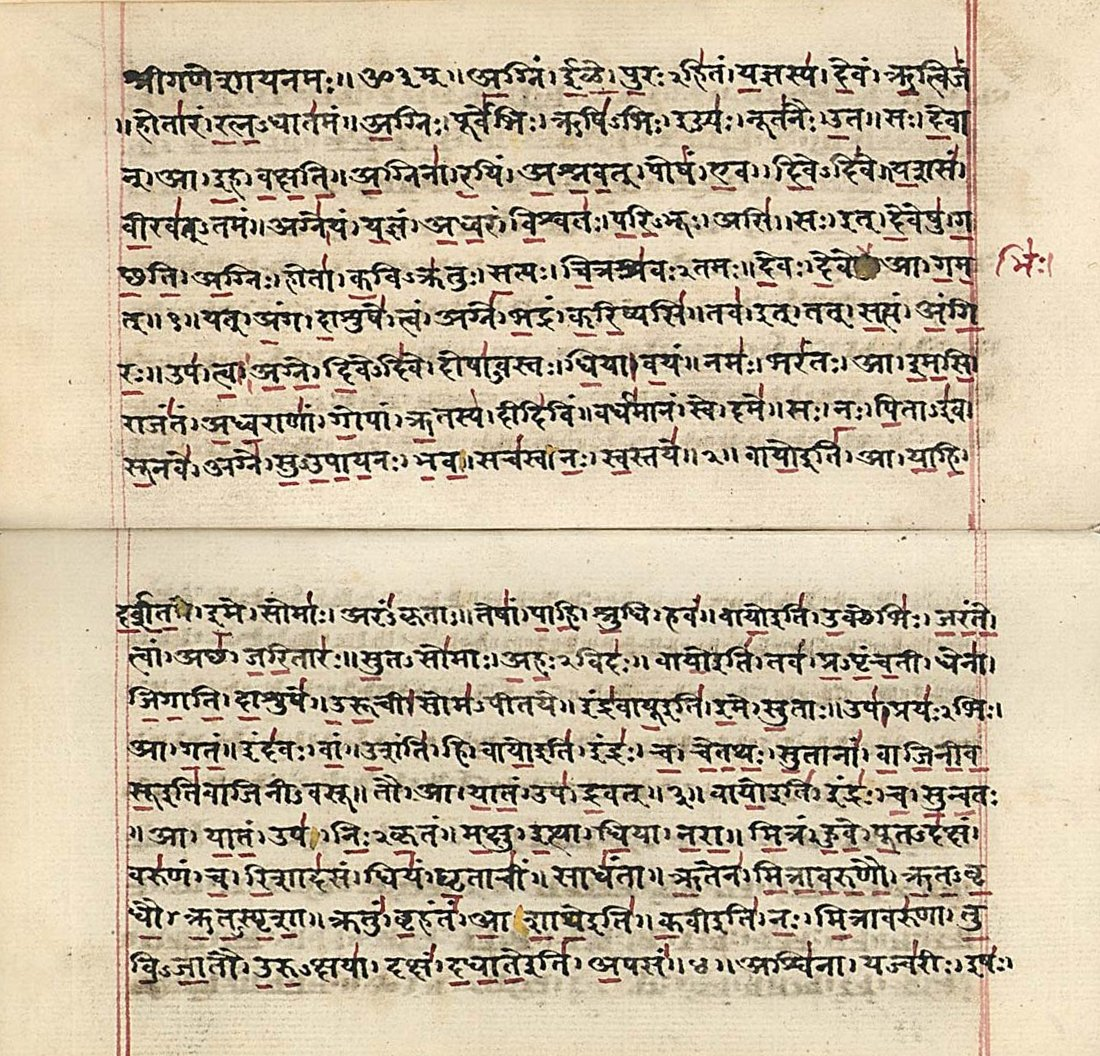
Rigveda, exemplaar in het Devanagari uit begin negentiende eeuw

De Rigveda (ऋग्वेद, Sanskriet ṛc, lof + veda, kennis) is het oudste van de vier godsdienstige hindoegeschriften van de Veda's. De chronologie van de Rigveda ligt mogelijk tussen 1200-1000 v.Chr. of 1500-1000 v.Chr..
Deze veda bestaat uit 1017 reguliere verzen (hymnen) plus 11 apocriefe (vālakhilya) verzen 8.49 - 8.59; in totaal 1028 verzen. Ze zijn geschreven in het vedisch Sanskriet. De verzen zijn verdeeld over tien boeken, de mandala's.
De lange verzameling korte verzen bestaat vooral uit lofzangen voor de natuurgoden. De drie belangrijkste goden die worden vernoemd zijn Agni, de god van het vuur, Indra, god van de donder en bliksem en Surya, de zonnegod. Het bevat ook fragmentarische verwijzingen naar historische gebeurtenissen, in het bijzonder verwijzingen naar de strijd tussen de vroege vedische volkeren (bekend als de Ariërs of Arya's) en hun vijanden, de Dravidiërs.